# Хромодомен
Хромодомен (англ. chromatin оrganization modifier) — белковый домен длиной около 40-50 аминокислотных остатков, обычно встречающийся в белках, связанных с ремоделированием хроматина. Домен является высоко консервативным среди растений и животных и представлен в составе множества различных белков генома. Некоторые хромодомен-содержащие гены имеют изоформы, образованные за счёт альтернативного сплайсинга и не содержат хромодоменов. У млекопитающих хромодомен-содержащие белки участвуют в процессах регуляции генов, связанных с ремоделированием хроматина и образованием участков гетерохроматина. Хромодомен-содержащие белки также связывают метилированные гистоны и присутствуют в составе комплекса РНК-индуцированного сайленсинга генов.